# Lois River
Der Lois River ist ein 39 km langer Zufluss der Straße von Georgia in der kanadischen Provinz British Columbia, etwa 100 km nordwestlich der Großstadt Vancouver.

## Flusslauf
Der Lois River hat sein Quellgebiet in den Pacific Ranges, einem Gebirgszug der Coast Mountains, nordwestlich des Diamdem Mountain auf einer Höhe von 1400 m. Er fließt anfangs 14 km in südlicher Richtung durch das Bergland, bevor er in das nördliche Ende des Khartoum Lake mündet. Er verlässt den 6,5 km langen See an dessen westlichem Ende und mündet nach einem Kilometer in das östliche Ende des 14 km langen und 152 m hoch gelegenen See Lois Lake. An dessen südwestlichem Ende befindet sich der Scanlon Dam, der den See aufstaut. Unterhalb der Talsperre fließt der Lois River noch 3,7 km, bevor er  15 km östlich der Stadt Powell River ins Meer mündet. Das Einzugsgebiet des Lois River umfasst etwa 460 km². Der mittlere Abfluss am Ausgang des Lois Lake lag vor Inbetriebnahme des Wasserkraftwerks bei 24,5 m³/s.

## Wasserkraftnutzung
Der Lois River wird am südlichen Ende des Lois Lake durch den Scanlon Dam aufgestaut. Von diesem führt eine 2,9 km lange Druckleitung zum Wasserkraftwerk, das bei der Siedlung Stillwater etwa einen Kilometer östlich der Flussmündung an der Küste der Straße von Georgia gelegen ist. Dieses ist seit 1930 in Betrieb. Es besitzt zwei Einheiten mit einer installierten Gesamtleistung von 37,4 MW. Die zweite Einheit wurde im Jahr 1948 in Betrieb genommen. Das Kraftwerk wurde Anfang der 2000er Jahre gemeinsam mit dem Wasserkraftwerk am Powell River von dem Konzern Catalyst Paper an Brookfield Renewable verkauft.